# The American Society of Magical Negroes
The American Society of Magical Negroes (dt.: „Die amerikanische Gesellschaft der magischen Neger“) ist ein US-amerikanischer Spielfilm von Kobi Libii. Die satirische Fantasy-Komödie handelt von einem jungen Afroamerikaner, der Mitglied des titelgebenden magischen Geheimbunds wird, um das Leben der weißen Bevölkerung und damit das eigene unkomplizierter zu gestalten. Die Hauptrolle übernahm Justice Smith. Die Weltpremiere des Films erfolgte im Januar 2024 beim Sundance Film Festival. Im März 2024 kam der Film in die US-amerikanischen Kinos und Ende April 2024 in die deutschen Kinos.

## Handlung
Ein junger afroamerikanischer Mann namens Aren arbeitet als Bildhauer. Seine neuste Ausstellung ist jedoch eine riesige Enttäuschung, weil die Skulpturen einfach schrecklich aussehen. Auch eine  bevorstehende Einzelausstellung wird kurzerhand abgesagt. Auf dem Nachhauseweg will Aren einer betrunkenen weißen Frau helfen, die Probleme mit einem Geldautomaten hat, doch man glaubt, er wolle sie ausrauben. Glücklicherweise wird Aren von Roger aus der Situation gerettet, der ihn durch einen kleinen, versteckten Eingang in die Räumlichkeiten der „American Society of Magical Negroes“ führt. Diese in Monticello gegründete Organisation wird von Roger als „Kundendienstunternehmen“ beschrieben und hat es sich zur Aufgabe gemacht, das Unbehagen der weißen Bevölkerung zu lindern. Je zufriedener es ihren weißen Mitmenschen geht, desto sicherer lebe die afroamerikanische Bevölkerung, so die Maxime des Geheimbunds. Das Stresslevel der Weißen wird von dessen Mitgliedern mit einer „White-Tears“-Apparatur gemessen. Auch können die „Magical Negroes“ Dinge herzaubern oder sich in Sekundenbruchteilen von einem Ort zum nächsten bewegen.
Arens erster Job ist es, dem App-Programmierer Jason Munt das Leben zu erleichtern, dessen Unbehagen sich gefährlichen Ausmaßen nähert. Er bewirbt sich in dessen Unternehmen, und es gelingt Aren, Jasons Team zugewiesen zu werden. Jasons moralischer Kompass ist dem Geheimbund als viel zu niedrig aufgefallen. Arens gefällt es, mit seinem Klienten bei dessen Arbeitgeber, einem Startup-Unternehmen, abzuhängen. Er fühlt sich wie eine Art Geheimagent, bloß ohne die Gefahren.
Der Auftrag verkompliziert sich, als Aren feststellen muss, dass die attraktive Lizzie, die er in einem Café kennengelernt hat, in diesem Unternehmen eine seiner Kolleginnen ist. Dass Aren sich in sie verliebt hat, wird von dem Geheimbund als nicht tolerierbar angesehen. Sofern Aren nicht Jason seine vollkommene Aufmerksamkeit schenkt, drohen alle Mitglieder der American Society of Magical Negroes ihre Zauberkräfte zu verlieren. Schon bald wird den Mitgliedern Arens Widersetzung bekannt und er muss sich vor ihnen rechtfertigen. In der Folge droht Aren, seine Erinnerung an Lizzie und seine aufkeimende Beziehung mit ihr zu verlieren.

## Produktion

### Anfänge des Projekts und Intention
Regie führte Kobi Libii, der auch das Drehbuch schrieb. Es handelt sich um sein Regiedebüt bei einem Spielfilm. Libii besuchte dafür ab 2019 das Screenwriters and Directors Lab des Sundance Institutes. Im Jahr 2021 wurde das Projekt mit dem Dolby Institute Fellowship finanziell gefördert, einem von der Non-Profit-Organisation SFFILM in San Francisco und dem  Dolby Institute vergebenen Förderpreis. Es ermöglichte Libii in der Postproduktion beim Sounddesign Unterstützung zu erhalten.
Als Ausgangsidee für seinen Film diente Libii der 2001 von Spike Lee der geprägte Begriff „magical, mystical negro“ (dt.: „magischer, mystischer Neger“). Der afroamerikanische Filmemacher wollte damit das Auftauchen von stereotypisch gezeichneten schwarzen Figuren im amerikanischen Kino kritisieren, die ausschließlich dazu da wären, das Leben von weißen Figuren zu bereichern. Libii selbst kritisierte, dass diese Figuren „nicht wirklich über ein Innenleben“ verfügen würden. Er empfand es als „absurd und falsch und lustig“, dass ein weißer Drehbuchautor auf so eine Idee kommt. Er wollte diese „verpuffen und kritisieren“, aber auch als Möglichkeit nutzen, um andere Dinge in seinen Film einfließen zu lassen. „Wie ist es, als schwarze Person in dieser Kultur aufzuwachsen und einige dieser wilden und fantastischen Dinge zu tun, um zu überleben? Für mich ist das die Ursprungsgeschichte des Films“, so Libii.
Als Schauspieler war Libii in Fernsehserien wie Alpha House und Doubt zu sehen. Er hatte jedoch in seiner Freizeit selbst eigene Kurzfilme realisiert. Gemeinsam mit dem Sundance Lab haben ihm dies eine „großartige Grundlinie“ gegeben, um mit dem ungewohnten Regie-Fach vertrauter zu werden. Produziert wurde The American Society of Magical Negroes von Libii selbst sowie Julia Lebedev, Eddie Vaisman und Angel Lopez. Als Executive Producers waren Mike Upton, Oren Moverman und Leonid Lebedev an dem Projekt beteiligt.

### Besetzung der Schauspieler und Stab

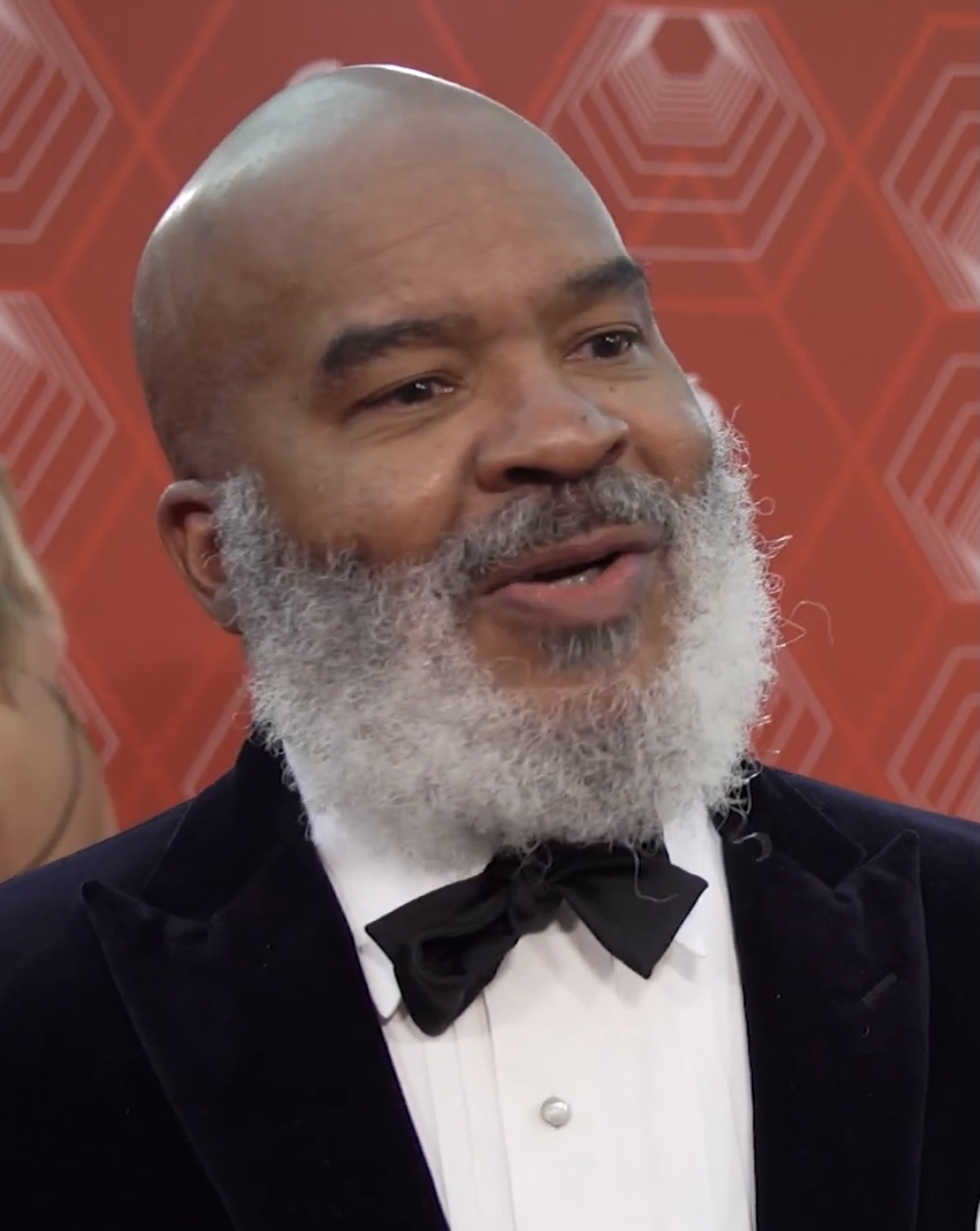
David Alan Grier übernahm im Film die Rolle des Mentors der Hauptfigur

In der Hauptrolle des Aren ist Justice Smith zu sehen. Libii hatte ihn im Rahmen seiner Vorbereitungen am Sundance Institute getroffen. Neben Smith gehörte David Alan Grier als dessen Geheimbund-Mentor Roger zu den Schauspielern, die Libii gezielt für sein Filmprojekt auswählte. Der Filmemacher war mit der Sketch-Comedy-Serie In Living Color (1990–1994) aufgewachsen, in denen Grier eine der Hauptrollen bekleidet hatte und verehrte diesen. In weiteren Rollen traten Drew Tarver als Jason Munt und An-Li Bogan als Arens Romanze Lizzie auf. Zum weiteren Schauspielensemble gehören unter anderem Michaela Watkins als ihre Chefin Mrs. Masterson, Rupert Friend als der Gründer des Unternehmens namens Mick, Nicole Byer als ein Mitglied des Geheimbunds namens Dede und Aisha Hinds als Gabbard.
Für die Räume des magischen Geheimbunds wollte Libii laut eigenen Angaben eine „Ivy-League-Atmosphäre“ kreieren. Dafür war Szenenbildnerin Laura Fox zuständig, während Derica Cole Washington die Kostüme kreierte.
Für die Dreharbeiten wurde Kameramann Doug Emmett engagiert. Er war in der Vergangenheit an Filmen wie The Edge of Seventeen – Das Jahr der Entscheidung  von Kelly Fremon Craig, Sorry to Bother You  von Boots Riley, I Care a Lot von J Blakeson und dem Thriller 892 von Abi Damaris Corbin beteiligt.
Filmeditor Brian Scott Olds war zuletzt für den Film The King of Staten Island von Judd Apatow, den Live-Action-Disney-Film Chip und Chap: Die Ritter des Rechts von Akiva Schaffer und Family Switch von Regisseur McG tätig.
Die Filmmusik komponierte Michael Abels. Das Soundtrack-Album mit insgesamt 19 Musikstücken wurde am 15. März 2024 von Back Lot Music als Download veröffentlicht.

### Marketing und Veröffentlichung
Die Weltpremiere fand am 19. Januar 2024 beim Sundance Film Festival statt. Am 15. März 2024 kam der Film im Verleih von Focus Features in die US-Kinos. Die deutsche Kinopremiere erfolgte am 25. April 2024. Ein erster Trailer wurde Mitte Dezember 2023 veröffentlicht. Ein zweiter Trailer folgte zur Premiere beim Sundance Film Festival.

## Rezeption

### Altersfreigabe und Kritiken
In den USA wurde der Film von der MPAA als PG-13 eingestuft. In Deutschland wurde der Film von der FSK ab 12 Jahren freigegeben.
Die Kritiken fielen überwiegend negativ aus. Bei Rotten Tomatoes sind lediglich 25 Prozent positiv. Bei Metacritic erhielt der Film einen Metascore von 51 von 100 möglichen Punkten.
Andreas Busche schreibt im Tagesspiegel, The American Society of Magical Negroes lanciere trotz seines vielversprechenden Ansatzes etwas unentschlossen zwischen einer Sozialsatire über die „african-american experience“ und einer romantischen Komödie über zwei Menschen uneindeutiger ethnischer Zuschreibung. Kobi Libii inszeniere klug die Schlingfallen der Alltagskommunikation in einer „post-rassistischen“ Gesellschaft, belasse es aber bei bloßen Beschreibungen. Für einen Film, der sich über „weiße Empfindlichkeit“ lustig macht, fehle es dem Drehbuch letztlich am nötigen Biss, so Busche. Weiter sei die Interpretation des Slogans „Black Lives Matter“ durchaus selbstironisch, im aktuellen Diskurs zwischen den schwarzen Bürgerrechtsbewegungen der 1960er und 2020er Jahre nehme Libiis Film aber eine eher moderate, keine radikale Position ein.
Nick Schager kritisiert The American Society of Magical Negroes bei thedailybeast.com als ein wirres Durcheinander, das kaum einen einzigen Lacher hervorruft. Manchmal seien die Witze so daneben, dass sie kaum noch wie Witze wirkten. Auch lege der Film weniger Wert auf die Figuren, als auf Gesprächsthemen, was zum Beispiel bedeute, dass der von Drew Tarver gespielte Bösewicht eher als Symbol denn als Mensch wirke. Das Gleiche gelte für Aren und Lizzie, zwei im Allgemeinen umgängliche Niemande, deren Liebe bei langweiligen Spaziergängen im Park aufblüht, bei denen sie darüber reden, wie schön es ist, wenn andere einem zuhören.

### Auszeichnungen
Kobi Libii wurde im Rahmen des Palm Springs International Film Festivals 2024 für seine Arbeit bei The American Society of Magical Negroes in die von der Filmzeitschrift Variety gewählten „10 Directors to Watch“ aufgenommen.
NAACP Image Awards 2025
- Nominierung als Bester Nebendarsteller (David Alan Grier)
- Nominierung für die Beste Filmmusik[20]